# رأس الأسد الشمالي

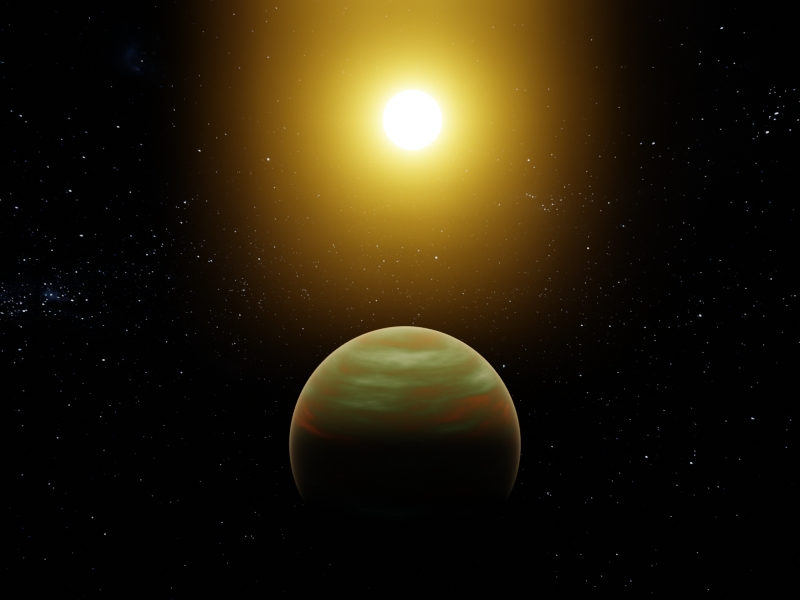
صورة لرأس الأسد الشمالي

رأس الأسد الشمالي هو أعلى نجم يقع على خريطة الكوكبة. يبلغ قدره الظاهري 4,1 ويبعد عن الأرض 133 سنة ضوئية تقريباً[بحاجة لمصدر]. هو من نوع "k3" حسب التصنيف النجمي أي أن حرارته 4350 كلفن تقريباً. ويعتقد العلماء أنه ربما يكون رأس الأسد الشمالي عملاقاً أحمر.